# Kalifornien mot Freeman
Kalifornien mot Freeman var ett rättsfall i USA mellan delstaten Kalifornien och porrfilmsproducenten Harold Freeman. Åtalet gällde huruvida den verksamhet han bedrev, med anställning av vuxna personer för medverkan i hårdpornografiska filmer, var laglig eller inte. Freeman förlorade i första instansen, California Court of Appeal, men överklagade till Högsta domstolen i Kalifornien. Dessa uttalade sig till förmån till Freeman, det vill säga att verksamheten var laglig. Delstaten Kalifornien försökte därefter överklaga till USA:s högsta domstol, men utan framgång. Rättsfallet medförde i praktiken en legalisering av produktionen av hårdpornografiska filmer i Kalifornien. 